# Joost Michielsen
Joost Michielsen (24 januari 1987) is een Nederlandse schaker. Sinds 2010 is hij Internationaal Meester. 
- In 1998 won Michielsen de categorie D (t/m 12 jaar) bij de Open Nederlandse Jeugdschaak Kampioenschappen
- Van 29 april t/m 7 mei 2005 speelde hij mee in het Deloitte toernooi om het kampioenschap van Nederland van de jeugd tot 20 jaar. Hij eindigde met 7 punten uit 9 ronden op de eerste plaats. Joost is dus kampioen.
- Op 15 mei 2005 werd in Delft het tweede Cirrus Kroegloper toernooi verspeeld dat met 14 punten uit 7 ronden gewonnen werd door het koppel Jan Werle en Thomas Willemze. Op de tweede plaats eindigde het span Edwin van Haastert en Sven Bakker met 13.5 punt. Het duo Joost Michielsen en Wouter van Rijn behaalde 12 punten en kwam op de derde plaats.
- Van 19 t/m 27 juni 2005 werd in Kroatië het 19e open schaaktoernooi "Pula 2005" gespeeld dat met 7.5 punt uit 9 ronden door Suat Atalik gewonnen werd. Aloyzas Kveinys werd met 7 punten tweede terwijl Predojovic Borki na de tie-break met 7 punten derde werd. Joost eindigde met 6 punten en een internationaal meesternorm.
- Van 8 t/m 13 augustus 2005 werd in Hengelo het Euro Chess Tournament 2005 (Open Nederlands Jeugdkampioenschap) verspeeld. De Stork Young Masters, een onderdeel van dit toernooi, werd gewonnen door Aleksander Rjazantsev met 6 pt. uit 9. Joost Michielsen behaalde 3.5 pt. uit 9.
- In oktober 2016 won Michielsen de Chessrun 2016.[1]